# Jacques Haitkin
Jacques Adam Haitkin, né à Brooklyn (New York) aux États-Unis le 29 août 1950 et mort le 21 mars 2023 à San Francisco, est un directeur de la photographie et scénariste américain.

## Biographie
Au début des années 1970, Jacques Haitkin étudie à l'université de Miami à Coral Gables, puis emménage à Brooklyn et commence sa formation professionnelle à l'école de cinéma de l'université de New York. Enfin, il termine en 1973 ses études à l'American Film Institute à Los Angeles.
Au cours de sa formation, en 1972, il œuvre comme directeur de la photographie sur son premier film, Hot Dogs for Gauguin, un court métrage en noir et blanc avec Danny DeVito, alors inconnu. Haitkin devient réputé grâce à sa collaboration avec le réalisateur Wes Craven pour le film d'horreur Les Griffes de la nuit (A Nightmare on Elm Street) de 1984, devenu un classique du cinéma.
Haitkin a vécu à Park City (Utah) puis, en Californie, successivement à San Francisco, à Van Nuys, et, enfin, au début des années 1990, à Malibu.

## Filmographie

### Comme directeur de la photo

#### Au cinéma
- 1972 : Hot Dogs for Gauguin
- 1977 : Hot Tomorrows
- 1981 : Faust
- 1981 : La Galaxie de la terreur
- 1982 : La Maison des spectres
- 1984 : Les Griffes de la nuit
- 1985 : La Revanche de Freddy
- 1987 : Cherry 2000
- 1987 : Hidden
- 1989 : Shocker
- 1990 : L'Ambulance
- 1992 : Mom and Dad Save the World
- 1993 : Maniac Cop 3
- 1995 : Evolver
- 1996 : Bloodsport 2
- 2000 : Blowback

#### À la télévision
- 1990 : Enterré vivant
- 2002 : Orage virtuel
- 2004 : Braquage à l'espagnole
- 2007 : Derrière le mensonge
- 2008 : Assurance suicide

### Comme scénariste

#### Pour la télévision
- 2008 : Assurance suicide